# Pavilhão Phanmun
O Pavilhão Phanmun ou Panmungak é um edifício norte-coreano localizado na parte norte de Panmunjom (Área de Segurança Conjunta). É o edifício correspondente ao edifício sul-coreano Casa Intercoreana da Liberdade. Foi construído em setembro de 1969 como um prédio de dois andares 80 metros ao norte da Casa Intercoreana da Liberdade. Foi expandido em 1994 com a adição de mais um andar.
Para a cúpula intercoreana de abril de 2018, Kim Jong-un deixou o Pavilhão Phanmun às 9 horas da manhã (UTC+8:30) e chegou até a Linha de Demarcação Militar em Panmunjom.

## Galeria

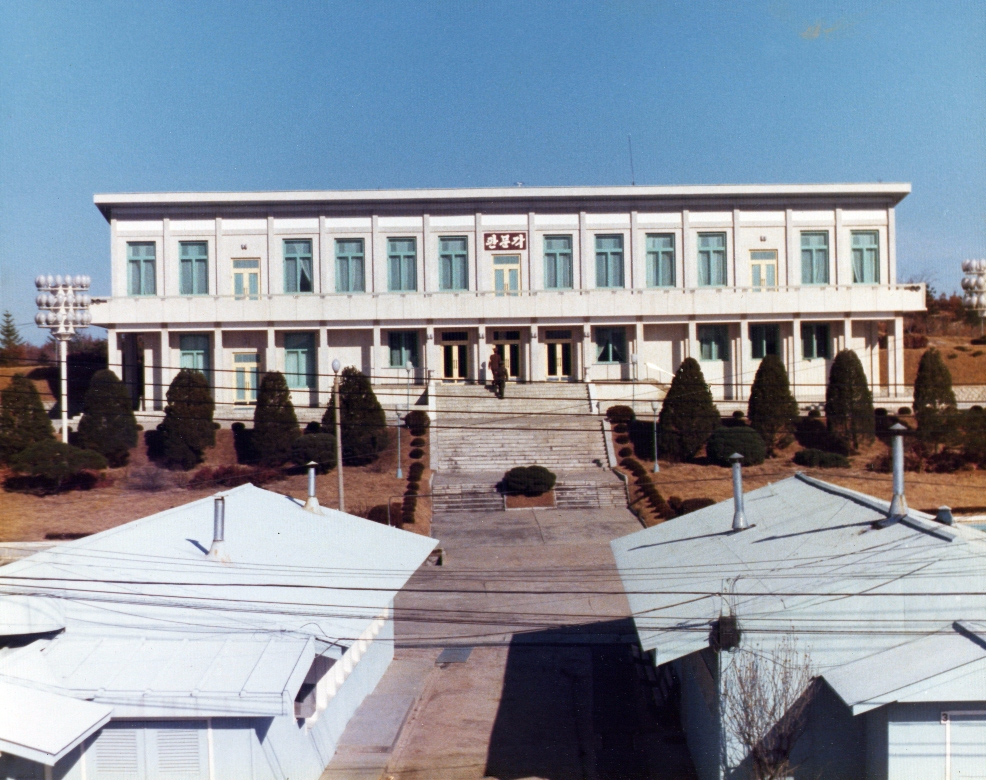
O pavilhão em 1976 antes da adição
Uma caravana de 501 cabeças de gado e 50 veículos do fundador da Hyundai, Chung Ju-yung, entram na Coreia do Norte na frente de Panmungak de Panmunjom em 1998
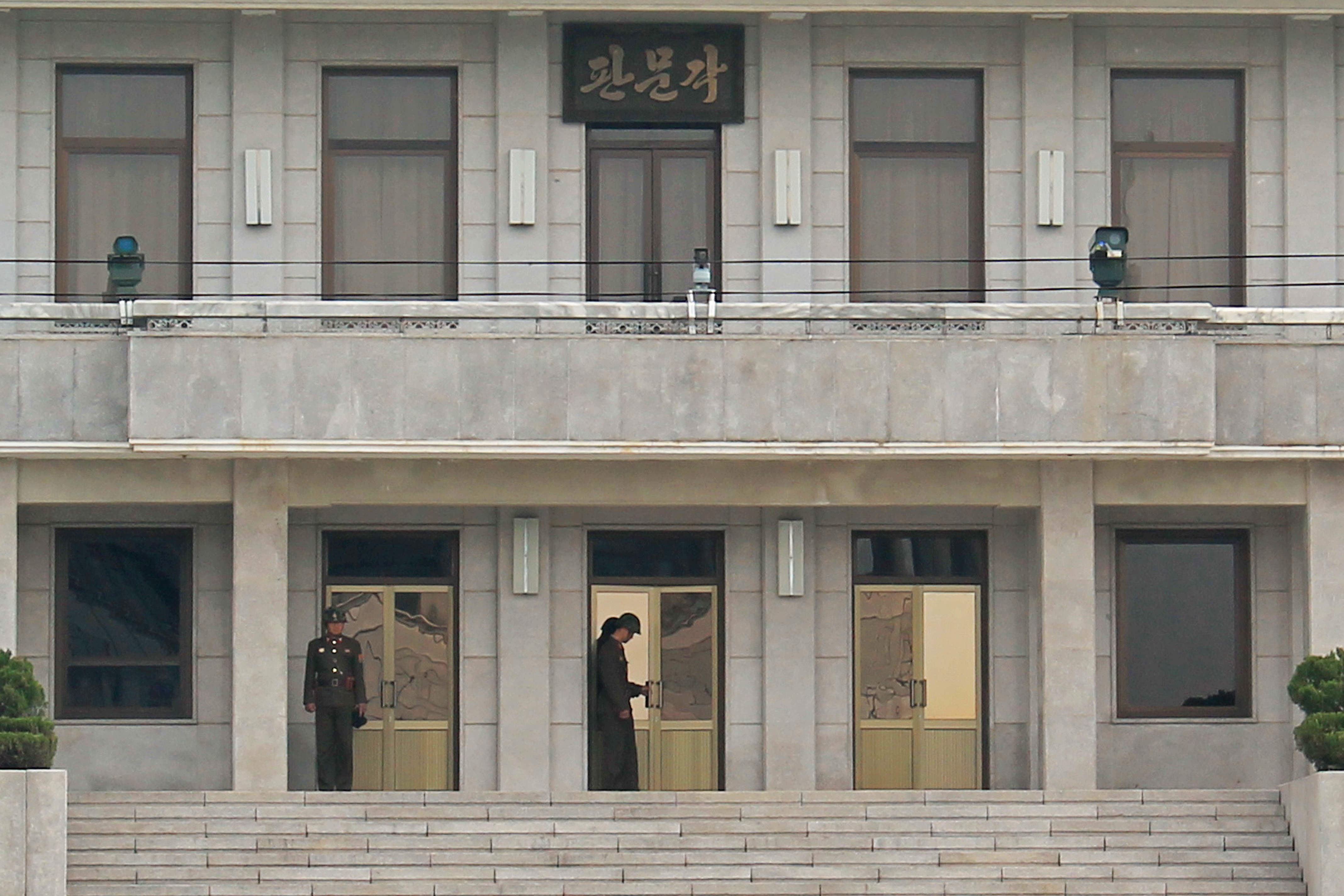
Portão da frente, maio de 2013
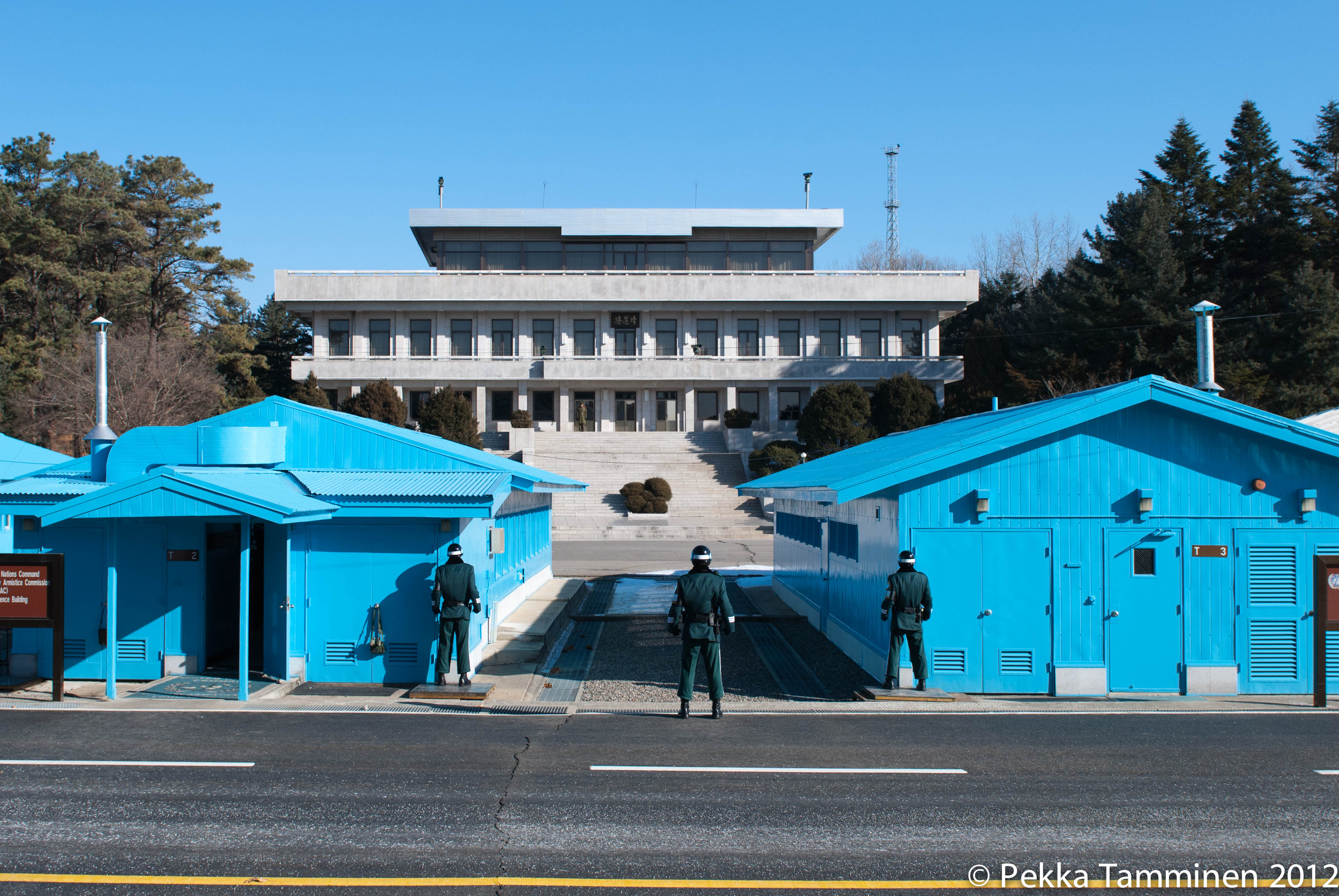
Vista a partir da República da Coreia